# Осипов, Дмитрий Александрович
Дмитрий Александрович Осипов — советский хозяйственный, государственный и политический деятель, Герой Социалистического Труда.

## Биография
Родился в 1900 году в деревне Тупкино. Член КПСС с 1931 года.
С 1918 года — на хозяйственной, общественной и политической работе. В 1918—1956 гг. — подручный пекарь воинской пекарни в Москве, в Советской Армии, маляр, заведующий бюро, секретарь парткома ВКП(б) фабрики Бабаева в Москве, первый секретарь Калай-Лябиобского райкома КП (б) Таджикистана, первый секретарь Шаартузского райкома КП (б) Таджикистана, первый секретарь Сталинабадского райкома КП(б) Таджикистана, заместитель директора Кокташской МТС.
Указом Президиума Верховного Совета СССР от 1 марта 1948 года присвоено звание Героя Социалистического Труда с вручением ордена Ленина и золотой медали «Серп и Молот».
Избирался депутатом Верховного Совета Таджикской ССР.
Умер после 1956 года.